# Icaricia lupini
Icaricia lupini is een vlinder uit de familie van de Lycaenidae. De wetenschappelijke naam van de soort is voor het eerst gepubliceerd in 1869 door Jean Baptiste Boisduval.

## Verspreiding
De soort komt voor in Canada, de Verenigde Staten en Mexico.

## Ondersoorten
- Icaricia lupini lupini (Boisduval, 1869)
- Icaricia lupini lutzi (dos Passos, 1938)
- Icaricia lupini spangelatus (Burdick, 1942)
- Icaricia lupini texanus (Goodpasture, 1973)
- Icaricia lupini argentata Emmel, Emmel & Mattoon, 1998
- Icaricia lupini alpicola Emmel, Emmel & Mattoon, 1998
- Icaricia lupini goodpasturei Austin, 1998